# Saules NE

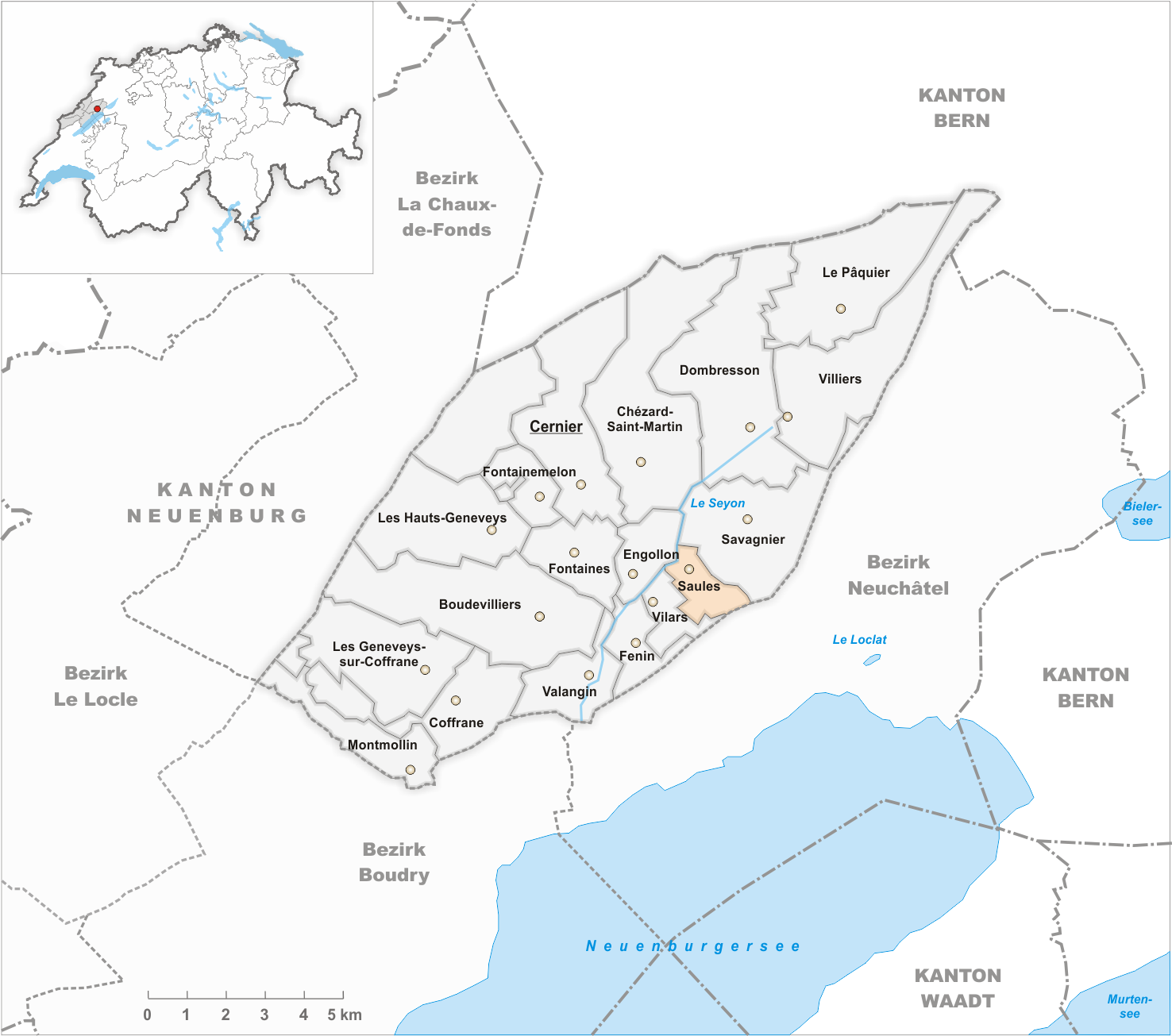
Gemeindestand vor der Fusion am 1. Januar 1875

Saules war eine selbstständige politische Gemeinde im Kanton Neuenburg in der Schweiz. 1875 fusionierte Saules zusammen mit Fenin und Vilars zur neuen Gemeinde Fenin-Vilars-Saules.

## Geschichte
Aus Saules stammt die Familie Dessaules. Im 19. Jahrhundert wanderten Mitglieder der Familie ins Kaiserreich Brasilien aus.